# 済州人
済州人（さいしゅうじん、朝: 제주사름）は、済州島の先住民であり、朝鮮半島本土の朝鮮民族とは異なる。行政的には、大韓民国の自治道である済州特別自治道の楸子群島を除いた地域に居住している。

## 歴史

### 耽羅
耽羅の建国や初期の歴史に関する史料はない。
耽羅の建国後、紀元1世紀頃から耽羅人は朝鮮半島本土の百済や新羅、弥生時代の日本、漢民族、東南アジア、南インドのチョーラ朝などと活発な交易を始めた。その後、耽羅は百済と新羅の朝貢国となった。

## 文化
済州島には朝鮮半島とは異なる文化と言語が存在する。また、何千もの独自の伝説が伝わっている。最も特徴的な文化財として、島中に点在する玄武岩の塊から彫られたトルハルバン（石製の爺さん）が挙げられる。

### 言語
済州語は済州人の固有の言語である。国際連合教育科学文化機関（ユネスコ）は、「絶滅の危機に瀕している言語」に指定しており、その話者の殆どが高齢者となっている。大韓民国政府が制定した教育制度によって、若い世代は標準語を話す傾向にある。政府は済州語学校を認めておらず、特に1990年代までの権威主義時代（李承晩、朴正煕、全斗煥の時代など）には済州語の使用を抑圧してきた。
国立国語院や教育部を含む政府は、済州語を「理解できない韓国語の方言」として分類し続けているが、朝鮮半島の標準語や他の朝鮮語の方言との相互理解可能性はない。
2000年代以降の大韓民国の学術出版物の大半は、方言として見做さずに済州語という用語に切り替えた。2019年に出版された済州島に関する唯一の英語学術書においても、一貫して言語として言及している。

### 宗教
巫俗は済州島の宗教であり、その信仰は儒教や仏教と混ざり合ったものである。済州島は巫俗が最も保たれている地域の1つでもある。